# Jerry Léonide
Jerry Léonide (* 3. Mai 1984 in Mauritius) ist ein französischer Jazzpianist.

## Leben und Wirken
Léonide wuchs auf Mauritius auf, wo er im Alter von acht Jahren von seinem Vater, einem Gitarristen, in die Musik eingewiesen wurde. Großteils Autodidakt erhielt er mit 17 Jahren Musikunterricht, um besser Jazz spielen zu können. Der Saxophonist Ernest Wiehe erkannte sein Talent. 2003 zog er nach Paris, wo ihn Linley Marthe in die Szene einführte und er bei Emil Spányi studierte. 2012 gehörte er zu den drei Finalisten der Nottingham International Jazz Piano Competition; im selben Jahr erhielt er den ersten Preis beim nationalen Klavierwettbewerb Concours Boris Vian. Im Folgejahr gewann er den ersten Preis und den Publikumspreis beim Klavierwettbewerb des Montreux Jazz Festivals.
2014 legte er mit seiner Gruppe, zu der der Flügelhornist Sylvain Gontard, der Saxophonist Vincent Lê Quang und in der Rhythmusgruppe Gino Chantoiseau und Jhonny Joseph gehörten, sein Debütalbum The Key bei ACT vor. 2017 folgte das Album The Source of the Ocean, bei dem Lionel Loueke und Sängerin Linzy Bacbotte für Quang einwechselten. Weiterhin gehörte er zu den Gruppen von Shanna Waterstown (A Real Woman, 2010), The Kat (Kat Is Back in Town) und David Brito (Tendencia Nueva, 2015, Dinner with Aldemaro, 2016).